# 1918年の航空
< 1918年
1917年の航空 - 1918年の航空 - 1919年の航空

## 航空に関する出来事
- 2月5日 - スティーブン・W・トンプソン（Lt Stephen W. Thompson）が、アメリカ軍人として最初の空中戦の撃墜を記録した。
- 2月8日 - フランス陸軍に参加していたアメリカの義勇兵部隊、Lafayette Escadrilleがアメリカ陸軍所属となり103飛行連隊と改称された。
- 3月6日 - フィンランド空軍が設立された。
- 3月6日 - 無人航空機の最初の実験が成功した。カーチス・スペリー飛行爆弾が成功した。
- 3月11日 - ハンザ・ブランデンブルク C.I によって、最初の国際定期航空郵便輸送がはじめられた。
- 3月18日 - 最初のノルウェーの航空会社、Det Norske Luftfartrederiが設立された。
- 3月21日 - ドイツのミカエル作戦が始まり、St Quentinの西で1,680機の航空機が投入され、イギリス空軍の579機に対して最初の攻撃を加えた。
- 3月24日 - イギリス空軍のJ.L. Trollopeが、1日で6機のドイツ機を撃墜した。
- 4月1日 - イギリス陸軍航空隊とイギリス海軍航空隊が統合され、イギリス空軍が設立された。
- 4月12日 - ツェッペリン飛行船による最後のイギリス爆撃が行われた。

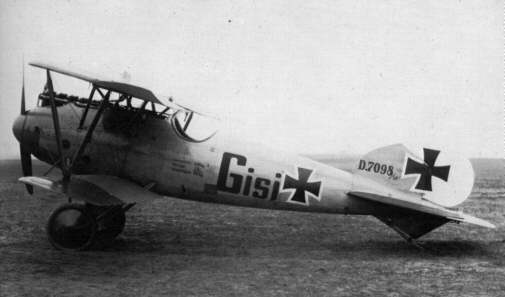
アルバトロス D.V

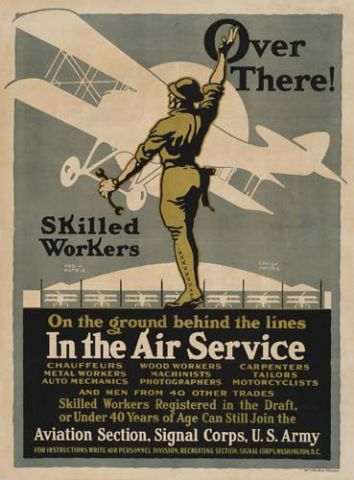

- 4月12日 - イギリス空軍のH.W. Woollettが2回の出撃で、5機のアルバトロス D.Vを含む6機を撃墜した。
- 4月17日-イギリスの軍用軟式飛行船、N.S.3が最初の輸送船団の護衛を実施した。
- 4月21日 - ドイツの撃墜王、マンフレート・フォン・リヒトホーフェンが撃墜された。それまでに80機の撃墜をしたとされる。撃墜したのはカナダのロイ・ブラウンとする説と、オーストラリア軍の地上砲火であったとする説がある。
- 5月15日 - アメリカにおける定期航空郵便が始まった。ジェフリー・ボイルの操縦するカーチス JN-4Hがニューヨークとワシントンの間を郵便を運んだ。
- 5月20日 - 第一次世界大戦最後のロンドン爆撃が行われた。
- 6月24日 - カナダでモントリオールとトロント間の定期航空郵便が始められた。
- 6月24日 - イギリス空軍が750kg爆弾（1,650 lb）を実戦に使用した。ハンドレページ O/400がベルギーのMiddelkerkeに投下した。
- 8月11日 - HMS Redoubtに牽引されたバルジから出発した航空機によって、ステュアート・カレーがツェッペリン L53を撃墜した。
- 8月11日 - イギリスによる攻撃により炎上したファルツ DIIIから、ドイツ人パイロットがパラシュートで脱出した。初の実戦でのパラシュート脱出であった。
- 9月 - この月、連合軍は560機を失い、ブラック・セプテンバーと呼ばれた。アメリカ軍機も87機が失われた。
- 9月12日 - 627機のフランス軍機と611機のアメリカ軍機が Saint-Mihielの戦いに投入され、１つの作戦に投入された最大の空中戦力となった。
- 9月24日 - デービッド・インギャルス（David Ingalls）が5機目の撃墜を記録し、アメリカ海軍軍人として唯一のエースとなった。
- 10月2日 - アメリカ陸軍が開発した空中魚雷、ケタリング・バグの実験が行われたが、機体は離陸後急上昇し、その後墜落、大破した。
- 10月14日 - ベルギーの撃墜王で37機を撃墜し、34機の観測気球を撃墜したWilly Coppensが撃墜され重傷を負った。
- 10月29日 - デンマークの航空会社、Det Danske Luftfartselskabが設立された。
- 11月11日 - 第一次世界大戦が終了した。
- 12月1日 - ニコライ・ジュコーフスキーによってモスクワにTsAGI(中央航空流体力学研究所)が設立された。
- 12月12日 - イギリスの R.M. Smith、A.E. Borton、W. Salmondが、インドまでの郵便航空のルート調査のために、ハンドレページ O/400でヘリオポリスからカラチまで飛行した。
- 12月12日 - チリ陸軍のパイロット、ダゴベルト・ゴドイがブリストル M.1単葉機で、チリのサンチャゴ南のエルボスケから、高度6,300mを飛行して、アンデス山脈を越えて、アルゼンチンのメンドーサまで飛行した。1時間35分の飛行であった。
- 12月13日 - A.S.C. MacLaren、Robert Halleyがハンドレページ V/500 で、イギリス - インド間の飛行をおこなった。
- 1918年 - ドイツで全長45.70m、翼幅50.30mの巨人機、マンネスマン・ポール 三葉機が製作が始められたが、終戦までに完成しなかった。

## 1918年に初飛行した機体の画像

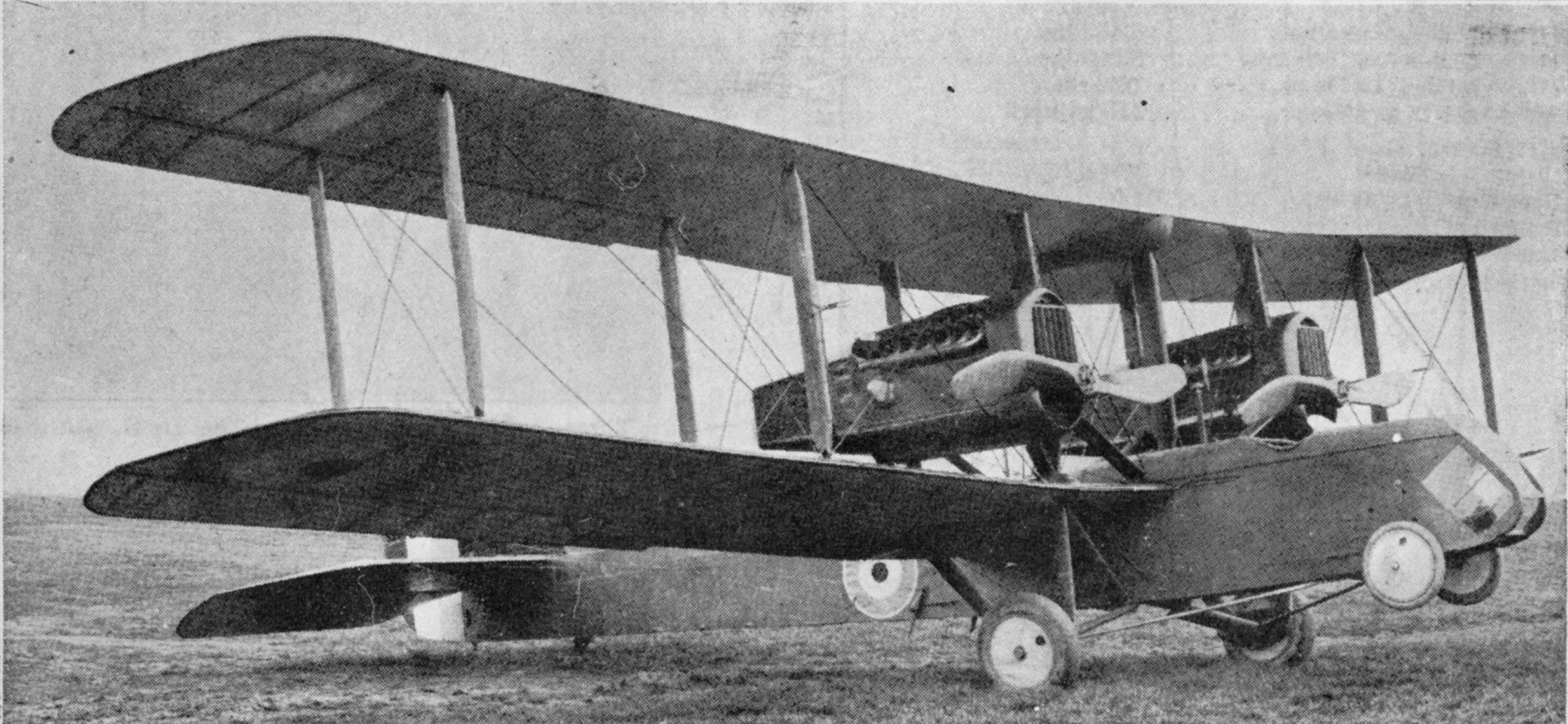
Airco DH 10 （3月4日）
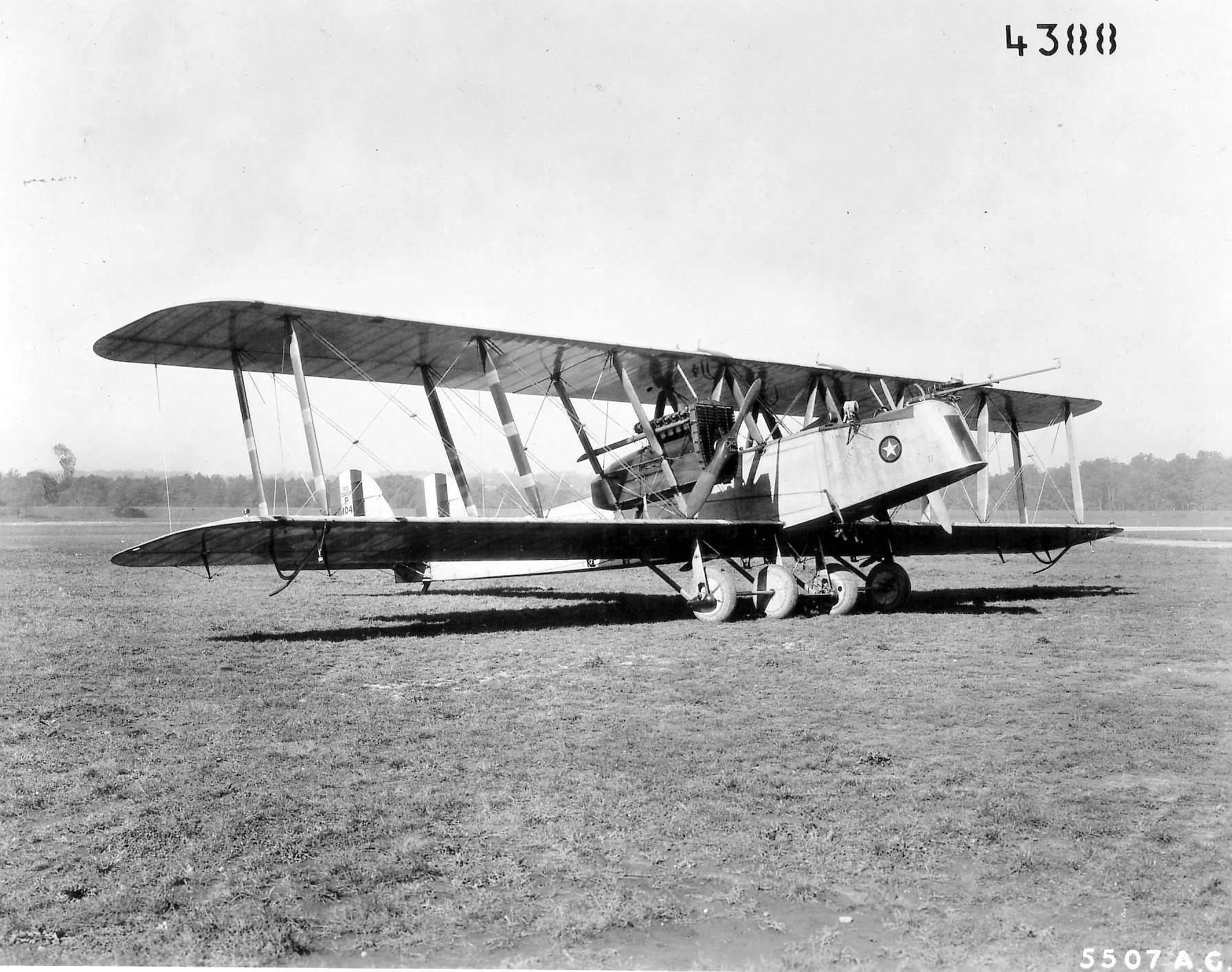
マーチン MB-1 （8月17日）
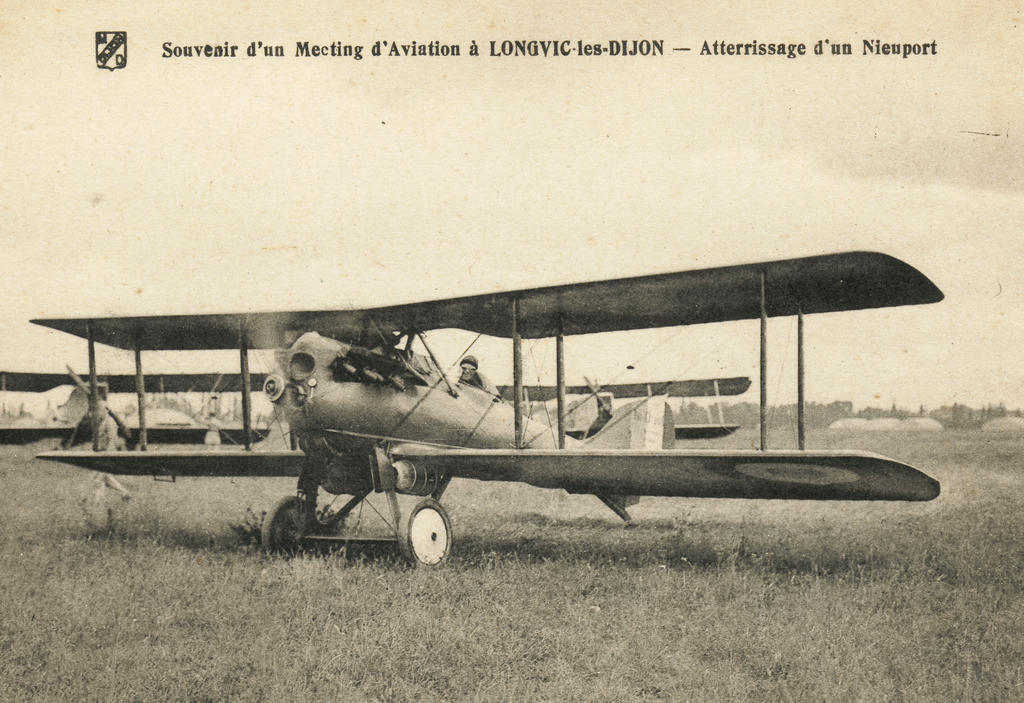
ニューポール・ドラージュ NiD 29 （8月21日）
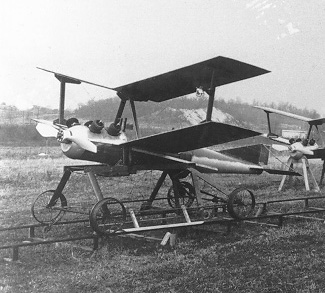
ケタリング・バグ （10月2日）

## 1918年に戦死した有名なパイロット
- カール・メーサー（Carl Mather：アメリカ合衆国：1月25日）
- ラウール・ルフベリー(Raoul Lufbery：アメリカ合衆国：5月19日)
- ジェームズ・マックデン（James McCudden：イギリス：7月9日）
- エドワード・マノック（Edward Mannock：イギリス：7月26日）
- フランチェスコ・バラッカ（Francesco Baracca：イタリア：6月19日）
- ローラン・ギャロス（Roland Garros ：フランス：10月5日）
- ヨーゼフ・キス（Josef Kiss：オーストリア・ハンガリー帝国：5月24日）
- フランク・リンケ＝クラウフォルト（Frank Linke-Crawford：オーストリア・ハンガリー帝国：7月31日）